# 沃爾芬多恩山
46°59′03″N 11°32′16″E / 46.984153°N 11.537796°E

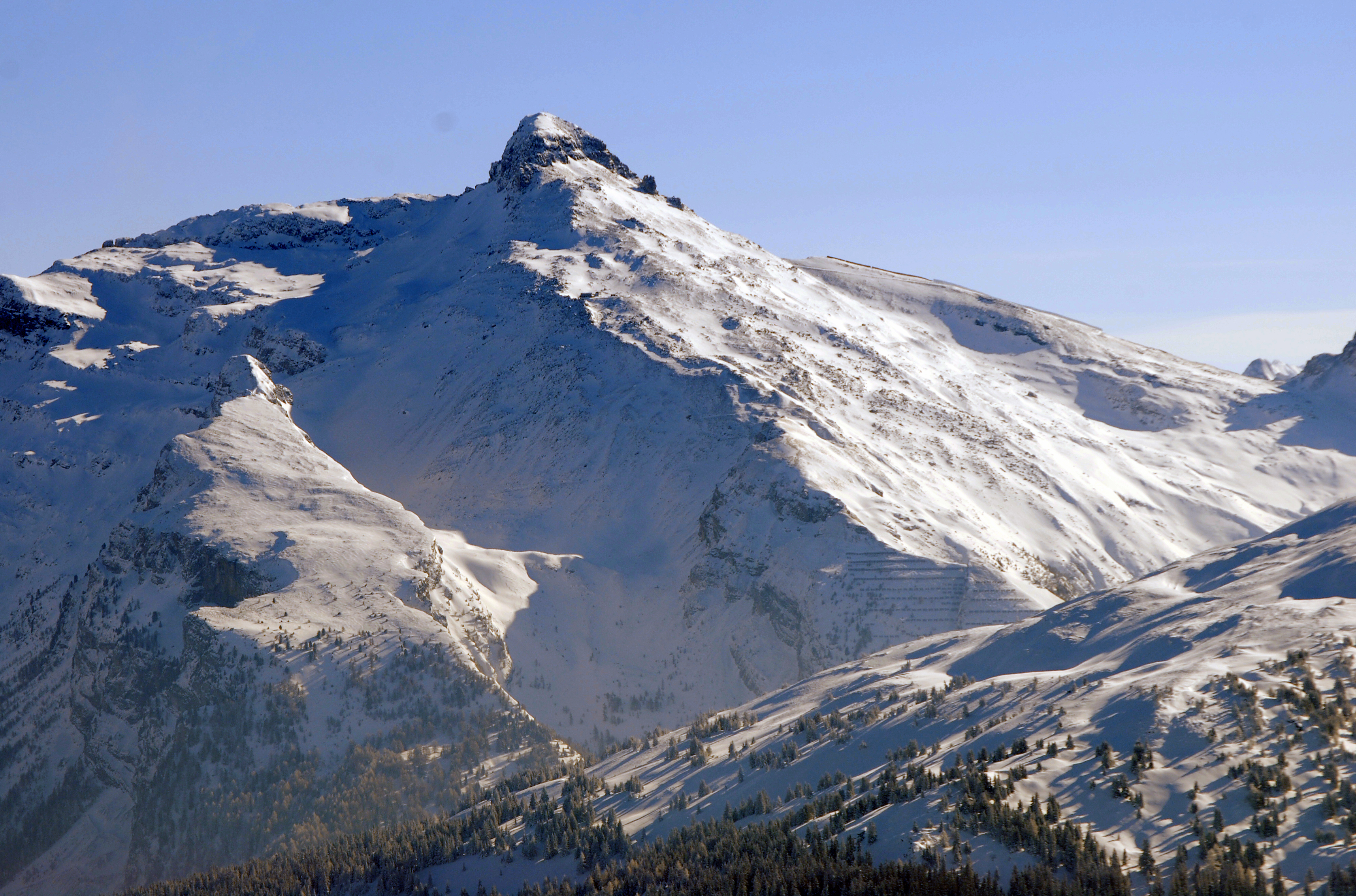

沃爾芬多恩山（德語：Wolfendorn），是中歐的山峰，位於奧地利和意大利接壤的邊境，屬於齊勒塔爾阿爾卑斯山脈的一部分，海拔高度2,776米，每年平均降雨量1,579毫米。